# Sovkhozni (Stàvropol)
|  | Per a altres significats, vegeu «Sovkhozni». |

Sovkhozni (en rus: Совхозный) és un poble (un possiólok) del krai de Stàvropol, a Rússia, que en el cens del 2010 tenia 244 habitants. Pertany al districte rural de Kurskaia.